# Ших Тарас Зенонович
Тарас Зенонович Ших (10 березня 1980, м. Трускавець, нині Україна — 30 червня 2021, м. Львів, Україна) — український музикант, громадський діяч. Головний організатор святкування 750-річчя Львова.

## Життєпис
Тарас Ших народився 10 березня 1980 року у місті Трускавці, нині Трускавецької громади Дрогобицького району Львівської области України.
Закінчив Львівський національний університет імені Івана Франка (2002).
У 1996 році музикант разом з приятелем Віктором Винником заснував у Трускавці гурт «Мері». Був гітаристом та продюсером. У 2010 році Ших пішов з гурту. У творчому доробку «Мері» є 2 студійні альбоми — «Мерідіани» (2007) і «Війни в прямому ефірі» (2010). Від 2006 музиканти зняли 9 кліпів, зокрема на пісні «Ромео», «Бандити», «Мерідіани», «Kiss на біс», «Не Віталік» та інші.
Засновник та директор маркетингової агенції повного циклу ТзОВ «Меріленд-Т». Співвласник франчайзі ресторанів «Піца Челентано».
Організатор святкування 750-річчя Львова, шоу Герта Гофа у Львівській опері та виступу Горана Бреговича. Був генеральним партнером компанії Nemiroff щодо популяризації торгової марки та артдиректор клубу Пікассо.
Помер 30 червня 2021 року у місті Львові.